# Liste von Söhnen und Töchtern der Stadt Bischkek
Dies ist eine nach Geburtsjahr sortierte Liste von Persönlichkeiten, die in Bischkek (1926–1991 Frunse) geboren wurden. Sie erhebt keinen Anspruch auf Vollständigkeit.

## Söhne und Töchter der Stadt

### Bis 1950
- Michail Frunse (1885–1925), sowjetischer General während des russischen Bürgerkrieges
- Saima Karimowa (1926–2013), sowjetisch-russische Geologin
- Boris Pankin (* 1931), russischer Schriftsteller und Diplomat
- Bolotbek Schamschijew (1941–2019), Filmregisseur und Drehbuchautor
- Dinara Kuldaschewna Assanowa (1942–1985), kirgisisch-sowjetische Filmregisseurin
- Wladimir Perlin (* 1942), belarussisch-sowjetischer Cellist, Dirigent, und Pädagoge
- Leonid Iwaschow (* 1943), russischer Militärexperte
- Otto Bartsch (* 1943), Geher
- Natalja Arinbassarowa (* 1946), Schauspielerin
- Wjatscheslaw Schapowalow (1947–2022), kirgisischer Schriftsteller und Übersetzer
- Wladislaw Neljubin (* 1947), sowjetischer Radrennfahrer
- Felix Kulow (* 1948), Politiker, ehemaliger Premierminister Kirgistans

### 1950–1990
- Urmat Alymkulow (1951–2016), kirgisischer Architekt
- Kanybek Osmonalijew (* 1953), sowjetischer Gewichtheber
- Alexander Abuschachmetow (1954–1996), Degenfechter
- Alexander Maschkewitsch (1954–2025), israelischer Unternehmer
- Dschoomart Otorbajew (* 1955), Politiker
- Muratbek Imanalijew (* 1956), Politiker
- Leonid Jurtajew (1959–2011), kirgisischer Schachspieler
- Marina Syssojewa (* 1959), kirgisische Hochspringerin
- Nikolai Tschernezki (* 1959), sowjetischer Sprinter
- Alexander Panfilow (* 1960), sowjetischer Radrennfahrer
- Danijar Üssönow (* 1960), Politiker, von 2009 bis 2010 Premierminister von Kirgisistan
- Samira Sydykowa (* 1960), Journalistin und Diplomatin
- Igor Tschudinow (* 1961), Politiker, von 2007 bis 2009 Premierminister von Kirgisistan
- Igor Paklin (* 1963), sowjetischer Hochspringer
- Nariman Tülejew (* 1963), kirgisischer Politiker
- Kadyrbek Sarbajew (* 1966), Diplomat und Politiker
- Alexander Verl (* 1966), Professor an der Universität Stuttgart und ehemaliger Leiter des Fraunhofer-Instituts für Produktionstechnik und Automatisierung
- Albek Ibraimow (* 1967), Politiker und ehemaliger Bürgermeister Bischkeks
- Talant Dujshebaev (* 1968), sowjetischer, russischer und spanischer Handballer und Handballtrainer
- Andrei Kurnjawka (* 1968), sowjetischer und kirgisischer Boxer
- Swetlana Matwejewa (* 1969), russische Schachspielerin
- Asis Surakmatow (* 1971), kirgisischer Politiker und amtierender Bürgermeister Bischkeks
- Natalja Zyganowa (* 1971), russische Mittelstrecken- und Langstreckenläuferin
- Tatjana Borissowa (* 1975), Mittelstreckenläuferin
- Tatjana Goldobina (* 1975), russische Sportschützin
- Konstantin Schneider (* 1975), deutscher Ringer im griechisch-römischen Stil
- Ulanbek Moldodossow (* 1976), ehemaliger Gewichtheber
- Tschynggys Aidarbekow (* 1977), Politiker
- Sapar Isakow (* 1977), Politiker
- Galina Komarowa (* 1977), russische Fußballspielerin
- Tilek Tekebajew (* 1977), Politiker
- Iwan Borissow (* 1979), Skirennläufer
- Johann Martel (* 1979), deutscher Politiker
- Edita Schaufler (* 1980), deutsche rhythmische Sportgymnastin und kirgisischer Herkunft
- Tatjana Jefimenko (* 1981), Hochspringerin
- Olga Reschetkowa (* 1982), Skilangläuferin
- Qanybek Saghyndyqow (* 1983), Billardspieler und dreifacher Weltmeister
- Dmitri Trelewski (* 1983), Skirennläufer
- Dinara Maslowa (* 1984), Journalistin
- Sergei Korsakow (* 1984), russischer Kosmonaut
- Kanybek Sagynbajew (* 1985), Billardspieler und dreifacher Weltmeister
- Ruslan Tümönbajew (* 1986), Ringer
- Emil Kenschissarijew (* 1987), Fußballspieler
- Anton Kotschenkow (* 1987), Fußballspieler
- Artjom Nowikow (* 1987), Politiker
- Katharina Konradi (* 1988), Sopranistin
- Walentyna Schewtschenko (* 1988), Kampfsportlerin
- Mark Filatov (* 1990), deutscher Schauspieler und Rapper
- Marija Korobizkaja (* 1990), Langstreckenläuferin
- Bauyrschan Scholschijew (* 1990), kasachischer Fußballspieler
- Tilek Toktogasijew (* 1990), kirgisischer Unternehmer und Politiker

### 1991–2000
- Dina Galiakbarowa (* 1991), russische Säbelfechterin und zweifache Weltmeisterin
- Juri Krakowezki (* 1992), Judoka
- Asis Madaminow (* 1993), Billardspieler
- Tamirlan Kosubajew (* 1994), Fußballspieler
- Jewgeni Timofejew (* 1994), Skirennläufer
- Alina Litwinenko (* 1995), Fußballspielerin
- Ysatbek Ratbekow (* 1996), Billardspieler
- Ilsat Achmetow (* 1997), Fußballspieler
- Mussulman Dscholomanow (* 1997), Mittelstreckenläufer
- Erlan Scherow (* 1998), Judoka
- Meerim Dschumanasarowa (* 1999), Ringerin
- Muchammed Karimberdi uulu (* 1999), Snookerspieler
- Islambek Abdyrajew (* 2000), Eishockeyspieler
- Guldschigit Alykulow (* 2000), Fußballspieler
- Maksat Dschakybalijew (* 2000), Fußballspieler

### Ab 2001
- Jernasar Issamatow (* 2002), Eishockeyspieler